# Anna Reijnvaan
Anna Reijnvaan, född 1844, död 1920, var en nederländsk sjuksköterska.
Hon var den första formellt utbildade sjuksköterskan i Nederländerna. 